# 15-cm-Pressluftminenwerfer Maschinenfabrik Esslingen
Der 15-cm-Pressluftminenwerfer Maschinenfabrik Esslingen, auch 15-cm-Pressluftminenwerfer M. E. oder 15-cm-Luftminenwerfer M.15 M. E. war ein Minenwerfer vom Deutschen Kaiserreich, welcher von Österreich-Ungarn im Ersten Weltkrieg genutzt wurde.

## Geschichte
Aufgrund des gestiegenen, deutschen Bedarfs an Minenwerfern, begann die Maschinenfabrik Esslingen mit der Entwicklung eines 15-cm-Kaliber-Werfers. Als die Tests durchgeführt wurden, waren auch Vertreter der österreich-ungarischen Armee vor Ort. Diese Test verliefen erfolgreich, weshalb die österreich-ungarische Armee eine Charge von fünf Stück für eigene Tests bestellte.
Als die eigenen Test am 21. September 1915 durchgeführt wurden, waren diese so überzeugend, das vier Stück an die Front geschickt wurden und dort genutzt wurden. Auch dort waren die Ergebnisse so vielversprechend, das weitere Minenwerfer bestellt wurden.

## Produktion
Im Verlauf des Krieges wurde einige kleinere Verbesserungen vorgenommen und weitere 100 Werfer bestellt. Die Produktion wurde jedoch nicht bis zum Ende durchgeführt, da der Minenwerfer durch den 12-cm-Luftminenwerfer M.16 abgelöst wurde. Zwischen 1915 und 1916 stellte die Maschinenfabrik Esslingen insgesamt 200 Minenwerfer her.

## Technische Beschreibung

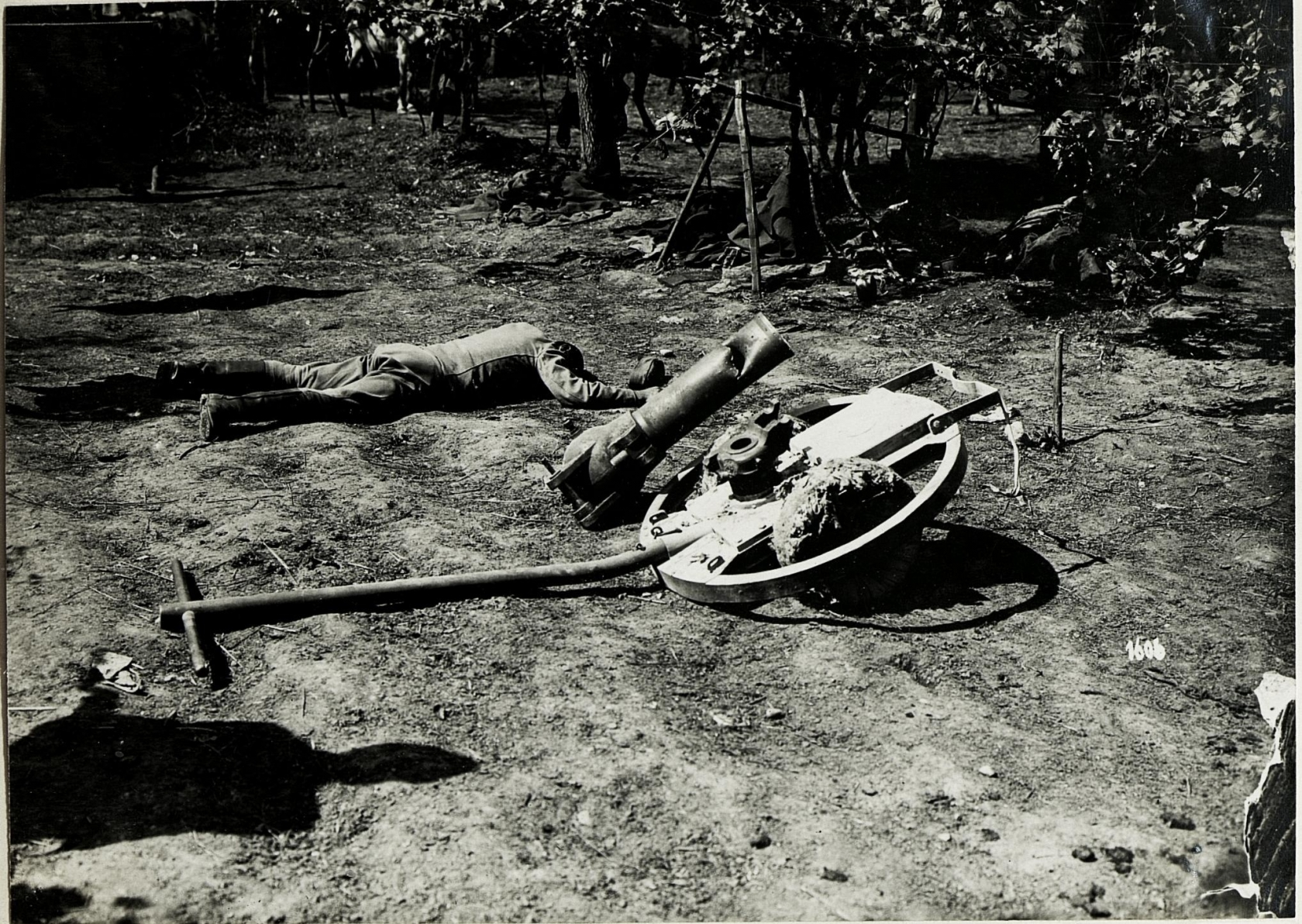
15-cm-Pressluftminenwerfer Maschinenfabrik Esslingen, erkennbar der zentrale Drehpunkt, nach einem Volltreffer

Der 15-cm-Pressluftminenwerfer Maschinenfabrik Esslingen war ein Minenwerfer, bei dem das Rohr auf einem zentralen Drehpunkt auf einer Grundplatte montiert war. Damit war ein theoretischer Schwenkbereich von 360° möglich. Die Granaten wurden mit Hilfe von Druckluft aus Druckluftflaschen abgefeuert. Eine Druckluftflasche reichte für bis zu zwölf Granaten. Der Vorteil des Minenwerfer beim Schuss mit Druckluft war das nahezu komplette Fehlen von Rauch und Geräuschen. Allerdings war die Reichweite geringer als bei herkömmlichen Werfern.